# Iso-Saija
Iso-Saija är en ö i Finland. Den ligger i sjön Keitele och i kommunen Vesanto och landskapet  Norra Savolax, i den centrala delen av landet, 300 km norr om huvudstaden Helsingfors. Öns area är 1,2 hektar och dess största längd är 280 meter i nord-sydlig riktning.